# Principe KISS
Pour les articles homonymes, voir Kiss.

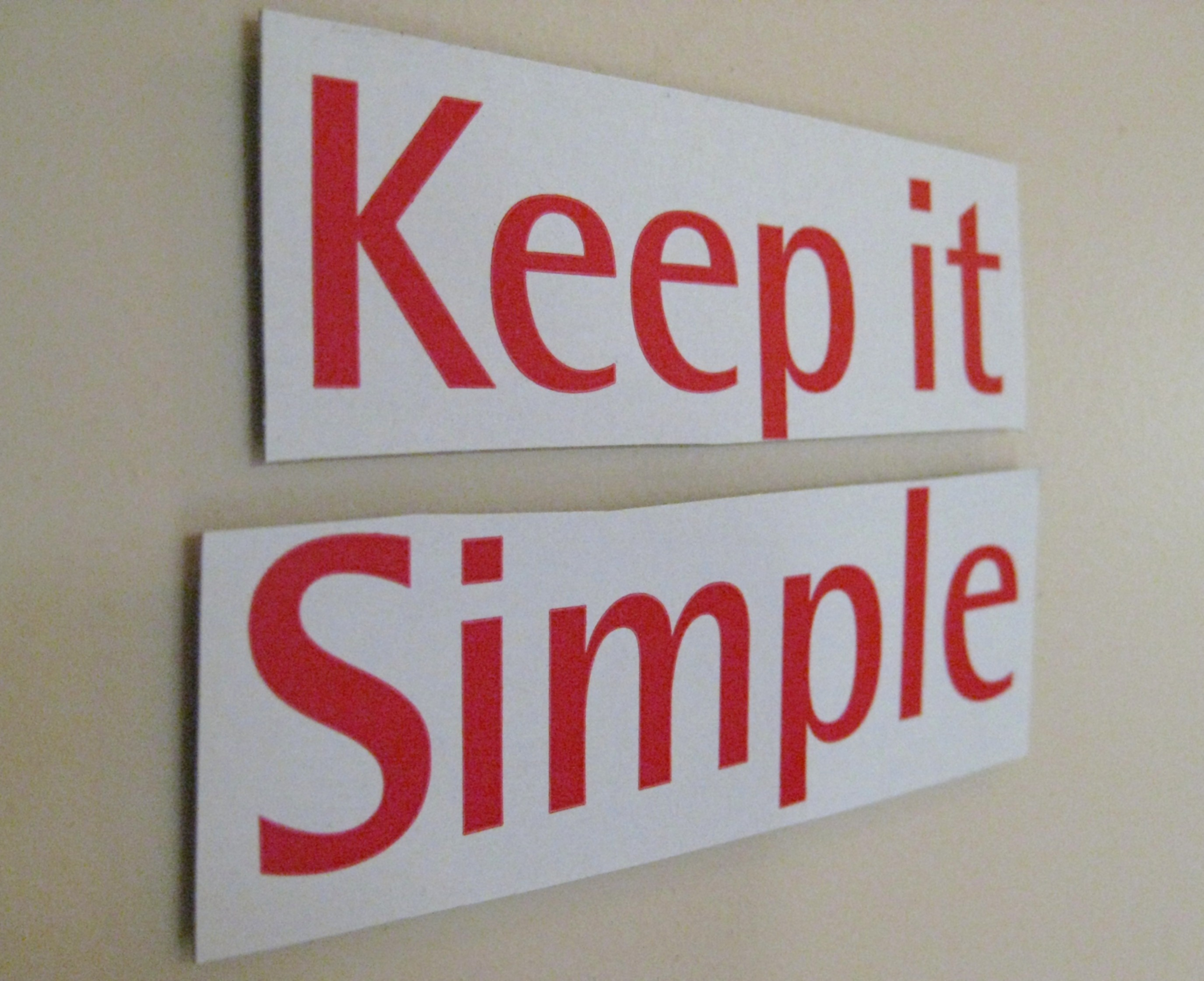
Panneau "Keep it Simple"

Le principe KISS, keep it simple, stupid (en français, mot à mot : « garde ça simple, idiot », dans le sens de « ne complique pas les choses ») ou bien keep it stupid simple (en français, « garde ça super simple », avec l'idée que « même un idiot pourrait comprendre »), est une ligne directrice de conception qui préconise la simplicité dans la conception et que toute complexité non indispensable devrait être évitée dans toute la mesure du possible. Ce principe est appliqué dans un grand nombre de disciplines telles que le développement logiciel, l'animation, le journalisme, la photographie, l'ingénierie, l'aviation et la planification stratégique.
Le principe KISS proscrit les seules complexités non indispensables. Paradoxalement, tenter d'utiliser des moyens simples pour résoudre un problème complexe peut conduire à une complexité encore plus grande. Il s'agit d'un écueil classique auquel peut conduire une application trop naïve du principe KISS.
La complexité, souvent utile pour assurer de bonnes performances, est en effet elle-même une source de coûts de conception et de maintenance, ainsi qu'une source potentielle d'erreurs. L'idée est de ne pas optimiser quoi que ce soit avant de maîtriser totalement une version simple de ce que l'on crée. Dans le produit fini, la simplicité d'usage, même au prix du renoncement à quelques fonctionnalités, est aussi un moyen de séduire l'utilisateur qui maîtrisera pour sa part l'usage du produit.

## Variantes en anglais et traductions
Cette expression serait due à l'ingénieur prodige des ateliers aéronautiques Lockheed, Clarence Johnson, responsable des Skunk Works.
Ce terme était déjà d'usage courant dans l'U.S. Navy, dans les années 1960 : le contre-amiral Paul Stroop avait été placé à la tête d'une « mission KISS » chargée de simplifier les procédures administratives. Il était passé dans le langage courant dans les années 1970.
Appelé KISS principle en anglais, l'acronyme KISS est décliné en :
- Keep it simple, stupid : « laisse-le simple, stupide » ;
- Keep it stupidly simple : « laisse-le stupidement simple » ;
- Keep it stupid simple : « laisse-le stupidement simple » ;
- Keep it simple and stupid : « laisse-le simple et stupide » ;
- Keep it simple, silly : « laisse-le simple, idiot » ;
- Keep it small and simple : « laisse-le simple et bref » ;
- Keep it sweet and simple : « laisse-le simple et agréable » ;
- Keep it simple and straightforward : « laisse-le simple et direct » ;
- Keep it short and simple : « laisse-le simple et court » ;
- Keep it simple and smart : « laisse-le simple et intelligent » ;
- Keep it strictly simple : « laisse-le strictement simple » ;
- Keep it speckless and sane : « laisse-le sain et impeccable » ;
- Keep it super-simple : « laisse-le super-simple » ;
- Keep it sober and significant : « laisse-le sobre et explicite » ;
- Keep it short and sweet : « laisse-le court et sympa ».
- Keep information security simple : « garde simple la sécurité des informations ».
- Keep it safe and simple : « laisse-le sûr et simple ».

## En informatique
Il est utilisé comme principe de développement de logiciels, pour rappeler aux développeurs qu'un programme simple est plus facile à maintenir et à comprendre. Dans The New Hacker's Dictionary, ce terme est quelquefois utilisé lors d'un projet de développement logiciel pour éviter la sur-inflation fonctionnelle d'un logiciel (« feature creep » en anglais).
Selon Eric Raymond, la philosophie d'Unix se résume à ce principe qui s'applique au monde informatique Unix. Sous un système d'exploitation de ce type, il peut s'illustrer par le fait qu'une interface système propose beaucoup de petits utilitaires faisant des choses simples (ls, grep, find, cut, wc…) et un moyen de les combiner, le pipe (|).[réf. nécessaire]
Ce principe apparaît aussi dans le Zen de Python, les principes de design de logiciel du langage de programmation Python, sous la forme « Préfère... le simple au complexe [et]... le complexe au compliqué ».

## Concepts liés
Le principe du rasoir d'Ockham en est une illustration : « La simplicité est la sophistication suprême » soutenait également Léonard de Vinci dans sa variante du rasoir d'Ockham, réduisant le besoin de sophistication en l'égalant à la simplicité. Selon Antoine de Saint-Exupéry : « Il semble que la perfection soit atteinte non quand il n'y a plus rien à ajouter, mais quand il n'y a plus rien à retrancher », Terre des hommes, chap. III, 1939.
L'adage « pourquoi faire compliqué quand on peut faire simple ? » — ou l'expression ironique inverse (devise shadok) : « Pourquoi faire simple quand on peut faire compliqué ? » — est assimilable au principe KISS.

Dans son poème l'Art poétique, le poète Nicolas Boileau écrivait de même :
Ce que l'on conçoit bien s'énonce clairement, et les mots pour le dire arrivent aisément.